# يوسف العييري
يوسف صالح العييري الملقب بالبتار (23 أبريل 1974 - 2 يونيو 2003) هو مؤسس الفرع السعودي في تنظيم القاعدة الذي عرف باسم جماعة تنظيم القاعدة في جزيرة العرب واستمر كقائد للتنظيم في السعودية حتى مقتله.

## نشأته وحياته
ولد في مدينة بريدة وانتقل بعدها في طفولته مع أسرته للإقامة بالدمام وانهى فيها دراسته الابتدائية والمتوسطة، متزوج ولديه 3 بنات

## نشاطه المسلح
ذهب إلى أفغانستان للمشاركة في الحرب الأفغانية السوفيتية ودخل أولاً في معسكر تدريبي أطلق عليه معسكر الفاروق وتدرب فيه على مختلف الأسلحة الخفيفة والثقيلة وسرعان ما أصبح مدرب وقائد داخل المعسكر ومن ثم بعد ذلك أصبح أحد الحراس الشخصيين لـ أسامة بن لادن في السودان ثم ذهب لـ الصومال قبل أن يعود إلى السعودية ومن هناك بدأ بحملة لجمع التبرعات المالية للمقاتلين أثناء حرب البوسنة والحرب الشيشانية الأولى وكان يقوم بتجهيز الأفراد بدورة لياقة بدنية قبل أن يسافروا ويذهبوا للقتال .

## إعتقاله
اعتقل في 1996 بعد أن كان من ضمن المشتبه بهم بتفجير أبراج الخبر قبل أن يفرج عنه في 1998 بعد أن ثبتت براءته وخلال فترة حبسه حفظ القرآن وركز على القراءة وقرأ الأمور الشرعية والفقهية وقام بحفظ بعض الكتب مثل الصحيحين .

## تأسيسه لفرع القاعدة داخل السعودية
في 1998 - 1999 أسس فرع تنظيم القاعدة داخل السعودية وأصبح قائد له، وفي مايو 2003 ورد إسمه ضمن قائمة ال19 المطلوبين لوزارة الداخلية السعودية .

## مقتله
قتل في 2 يونيو 2003 في مدينة تربة شمال شرق حائل في مطاردة أمنية مع الشرطة استخدمت فيها القنابل اليدوية وإطلاق النار تسببت في مقتله ومقتل رجلي أمن وإصابة 3 عسكريين آخرين .

## كتاباته
كتب العديد من الدراسات الشرعية والسياسية ونشرت في الإنترنت ومنها:
- هداية الحيارى في حكم الأسارى
- العمليات الإستشهادية انتحار أم شهادة
- عملية المسرح في موسكو وماذا استفاد المجاهدون منها
- رسالة من أحد المطلوبين التسعة عشر إلى عموم المسلمين